# Amos Genish
Amos Genish (Hadera, 26 ottobre 1960) è un dirigente d'azienda israeliano, che è stato amministratore delegato di Telecom Italia dal 28 settembre 2017 al 13 novembre 2018.

## Biografia
Quarto di dodici fratelli, è cresciuto e ha trascorso gli anni della sua infanzia a Netanya.
Si è laureato in Economia presso l'Università di Tel Aviv. Ha prestato servizio come capitano d'artiglieria nell'esercito israeliano durante la guerra del Libano del 1982.
- 1989-1992: Vice Presidente Edunetics
- 1995-1996: CEO Edunetics
- 1999-2014: CEO GVT.
- 2014-2017: CEO Telefonica Brasil.
- 2017-2017: Chief Convergence Officer Vivendi
- Luglio 2017 - settembre 2017: Direttore Operativo Telecom Italia
- 28 settembre 2017 - 13 novembre 2018: Amministratore delegato Telecom Italia

### Inizi della carriera
Rientrato nel rango civile, incomincia a lavorare per la società di contabilità Somekh-Chaikin (ora parte della KPMG International). Successivamente entra con il ruolo di Vice Presidente nella giovane società Edunetics. Guida, assieme al CEO, la quotazione al Nasdaq della società nel 1992 e in seguito subentra al suo predecessore come amministratore delegato fino al 1996.

### Esperienze professionali in Brasile
Dopo un breve ritorno in Israele, si sposta in Brasile e fonda nel 1998, assieme all’imprenditore Joshua Levinberg (conosciuto durante il periodo negli Stati Uniti) la società «Global Village Telecom» (GVT): una start-up nel culmine della new economy che diventa in pochi anni il principale operatore brasiliano nel campo della banda ultralarga. La GVT viene ceduta per 4,2 miliardi di dollari alla francese Vivendi, interessata alla fibra ottica. Durante gli anni del controllo della società francese Genish mantiene il ruolo di CEO. Nel settembre 2014 le quote di GVT vengono cedute a Telefonica per un valore di 9,3 miliardi di dollari.
In seguito alla formalizzazione dell’accordo, Genish assume il ruolo di CEO di Telefonica Brasil, carica che mantiene fino al 1 gennaio 2017.
Il 5 gennaio 2017 viene nominato Chief Convergence Officer di Vivendi.
Dal giugno 2011 al 28 giugno 2012 Genish è stato un componente del consiglio di amministrazione di Vivendi.

### Arrivo in Italia
A luglio 2017, dopo le dimissioni di Flavio Cattaneo da amministratore delegato, viene nominato direttore operativo di Telecom Italia. Assume la carica di Amministratore Delegato il 28 settembre 2017.
Sotto la sua guida, il CdA di TIM approva il 6 marzo del 2018 DigiTIM, il piano triennale strategico 2018-2020 finalizzato alla trasformazione digitale.
Il 13 novembre 2018 viene sfiduciato dal cda dalla carica di Amministratore delegato di Telecom Italia.

## Riconoscimenti
Nel novembre del 2016 Genish viene nominato, da un panel di importanti talent-scout brasiliani, miglior CEO dell’anno.